# Bargusjatbergen
Bargusjatbergen (armeniska: Բարգուշատի լեռներ: Bargusjati lerner) är en bergskedja i Armenien.   Den ligger i provinsen Siunik, i den sydöstra delen av landet, 170 kilometer sydost om huvudstaden Jerevan.
Trakten runt Bargusjatbergen består i huvudsak av gräsmarker. Runt Bargusjatbergen är det ganska glesbefolkat, med 42 invånare per kvadratkilometer.